# Biserica de lemn din Copăceni (Copăceni)

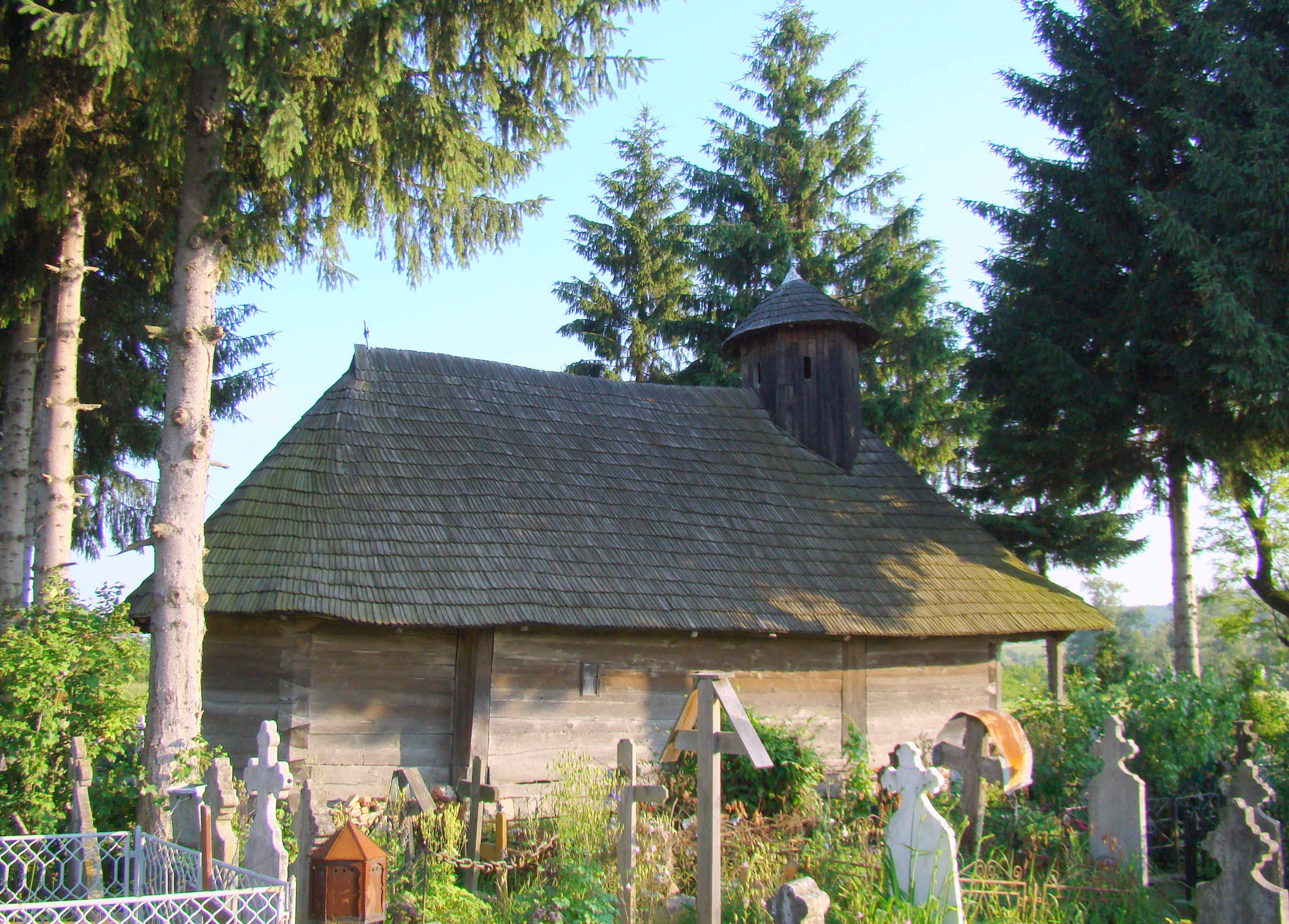
Biserica de lemn „Cuvioasa Paraschiva" din Copăceni, județul Vâlcea, foto: iunie 2010.

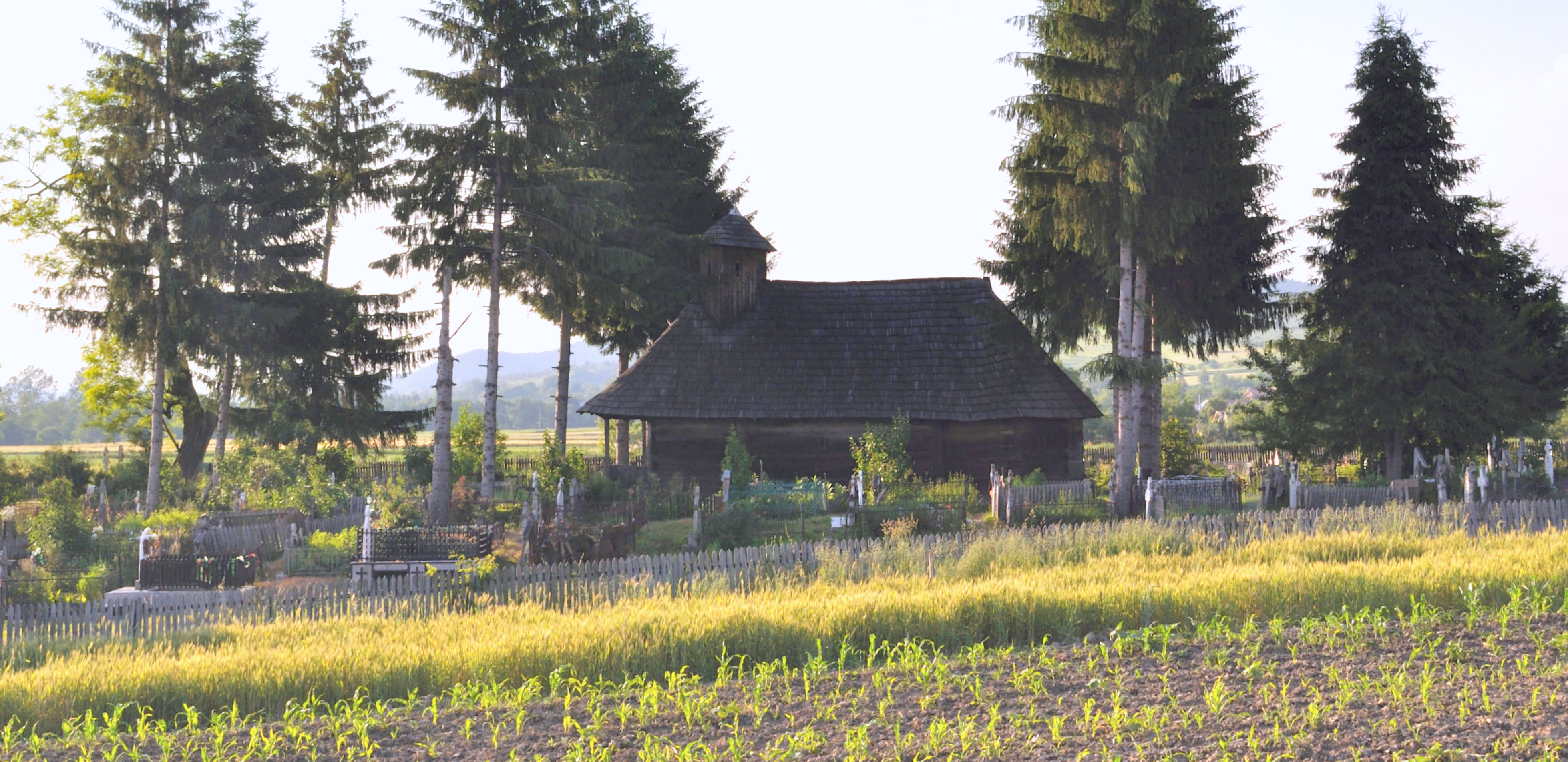
Biserica și împrejurimile

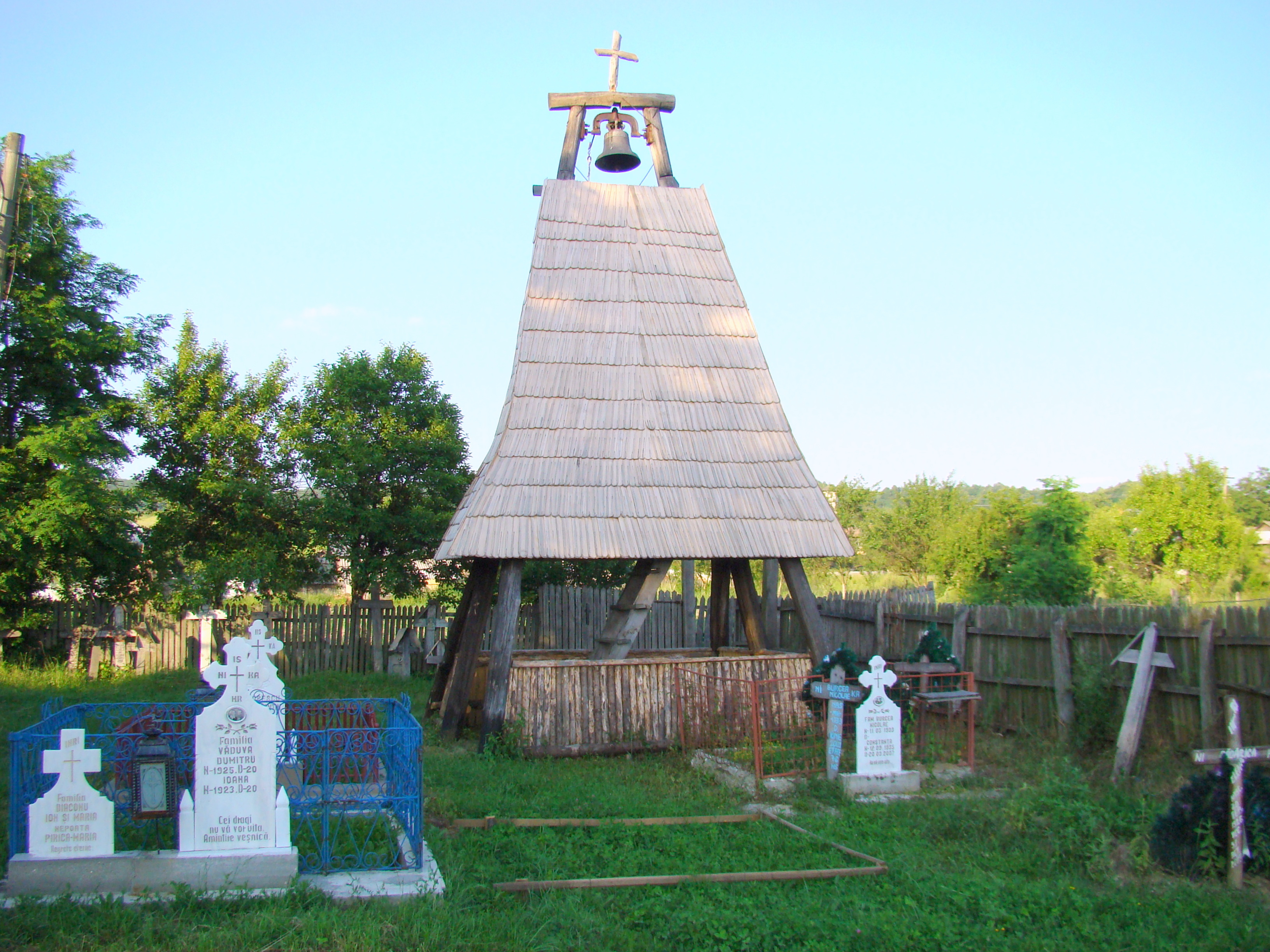
Clopotnița

Biserica de lemn „Cuvioasa Paraschiva" din Copăceni, comuna Copăceni, județul Vâlcea, a fost construită în 1775. Are hramul „Cuvioasa Paraschiva". Biserica se află pe noua listă a monumentelor istorice sub codul LMI: cod LMI VL-II-m-B-09728.

## Istoric și trăsături
Făcută din lemn de stejar, biserica din Copăceni a fost construită folosindu-se tehnici specifice: îmbinări prin chertare, îmbinări în coadă de rândunică, în cep și fixare în cuie de lemn. Construcția e așezată pe un soclu rudimentar, alcătuit din piatră și bolovani de râu nelegați cu mortar, soclu care nu se ridică mai mult de 40 cm. de la nivelul solului. Lăcașul are plan dreptunghiular simplu, cu pridvor deschis, pronaos, naos și altar decroșat, de formă poligonală cu cinci laturi. Pridvorul deschis, relativ îngust și tăvănit cu stinghii de lemn, se sprijină pe patru stâlpi ciopliți simplu, cu intervenții minimale de sculptură decorativă. Pronaosul și naosul, boltite semicilindric, sunt despărțite printr-un perete de lemn în care e practicată ușa de trecere dintre încăperi. Bolta pronaosului și cea a naosului au câte două travee, despărțite și susținute de coaste, așezate pe cai aflați sub tencuială. Altarul este și el acoperit în prima travee cu o mică boltă semicilindrică, ce se racordează pe trei laturi cu pereții dinspre est prin panouri oblice alcătuite din scânduri.

## Galerie de imagini

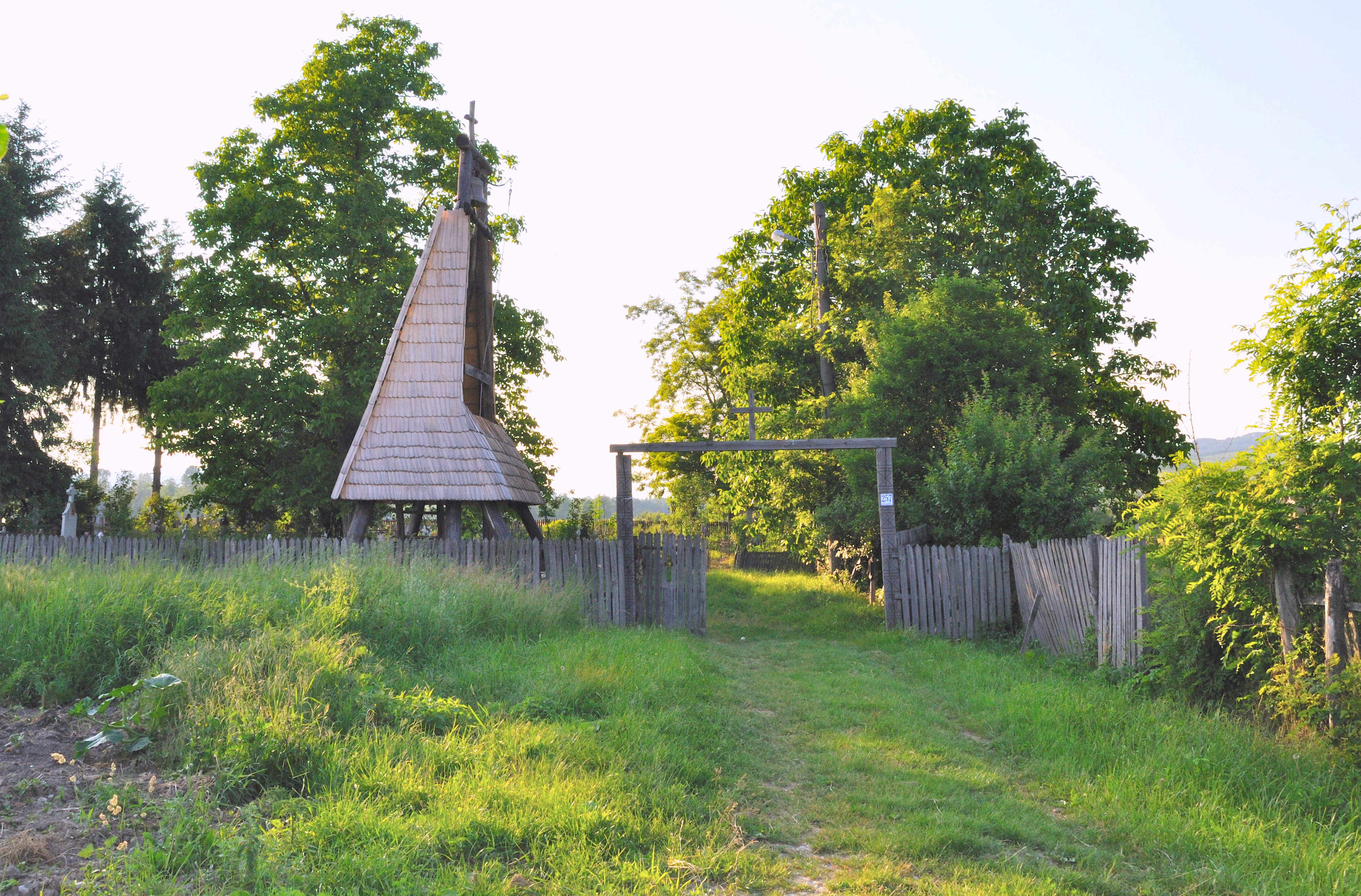
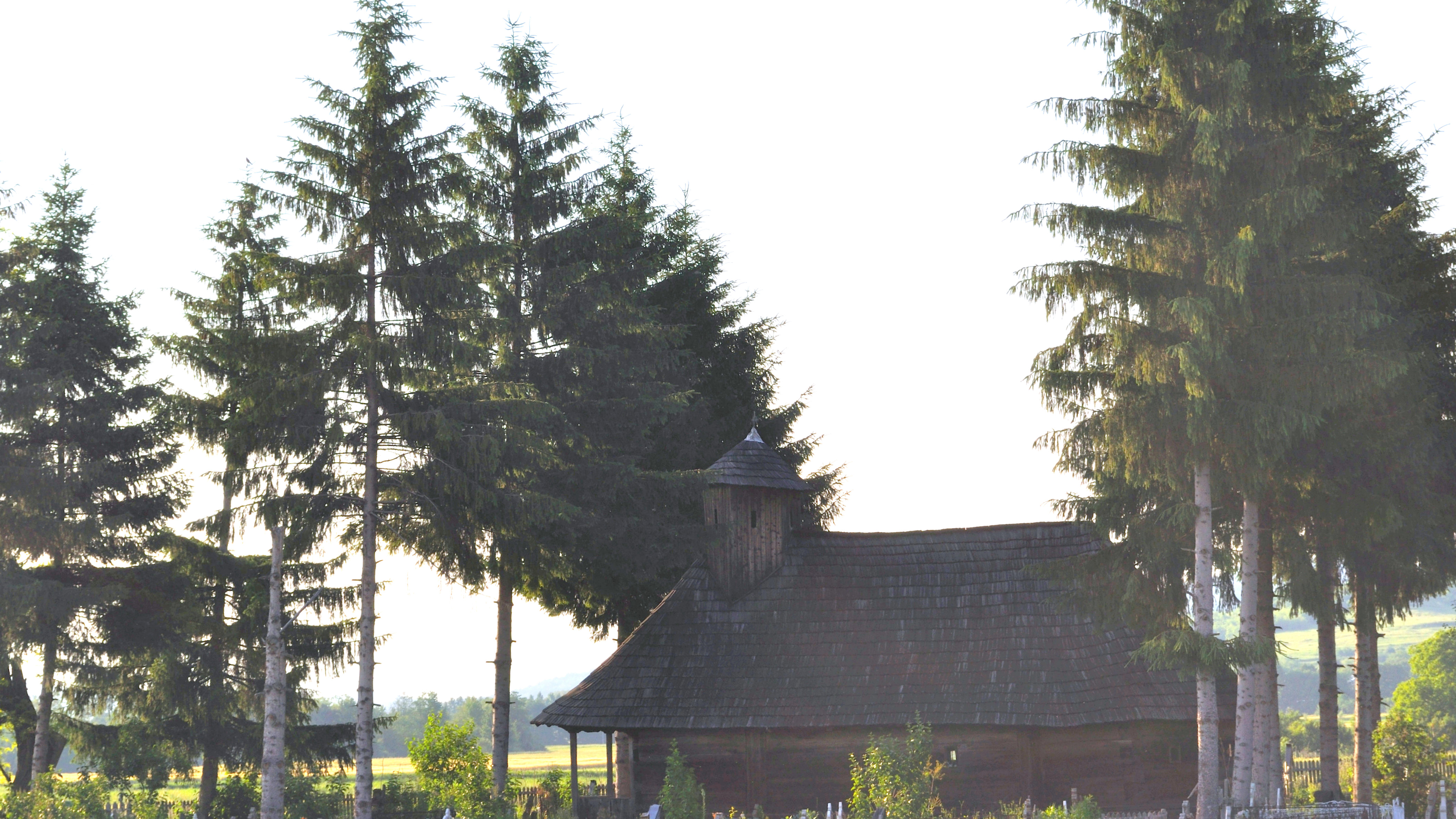
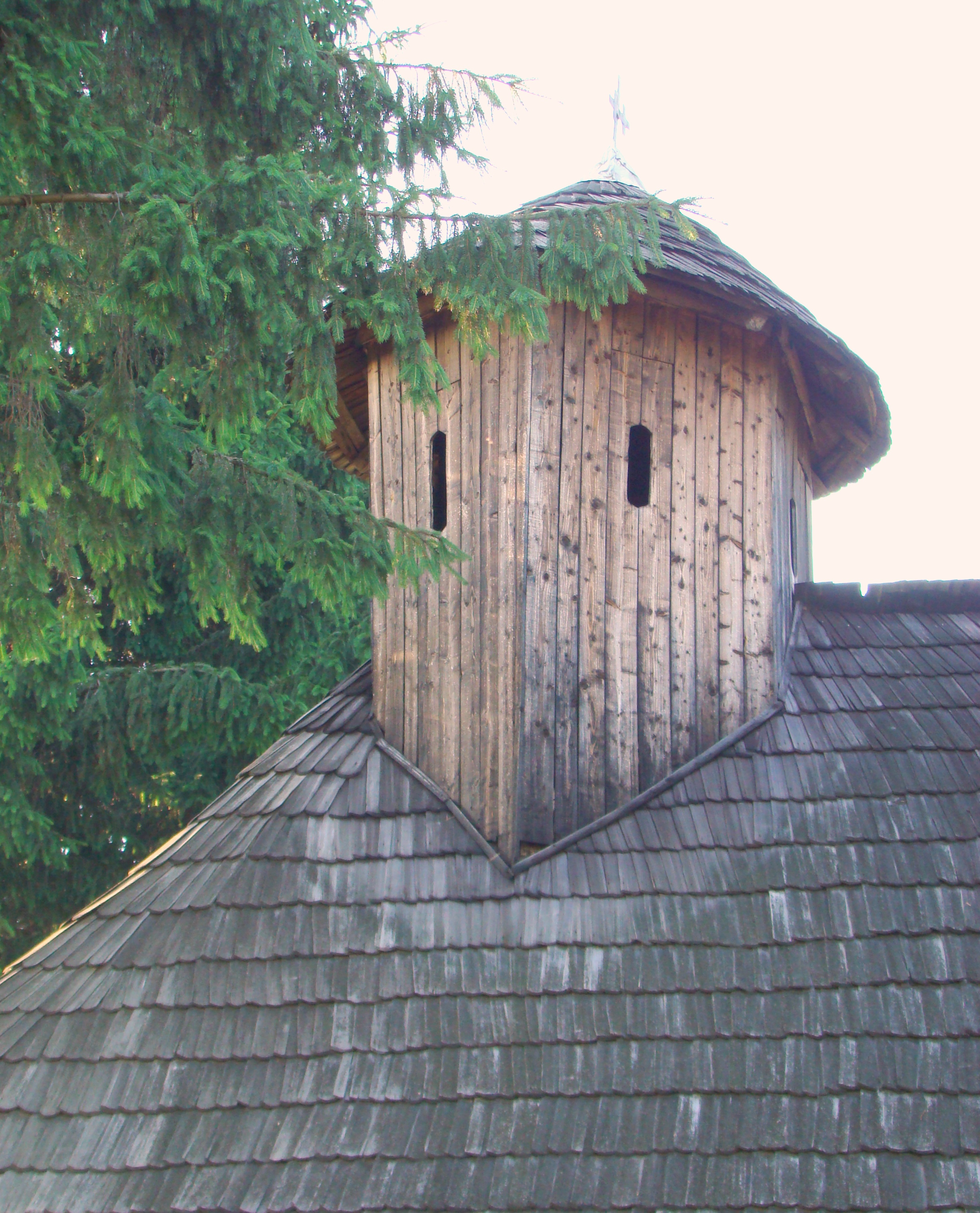
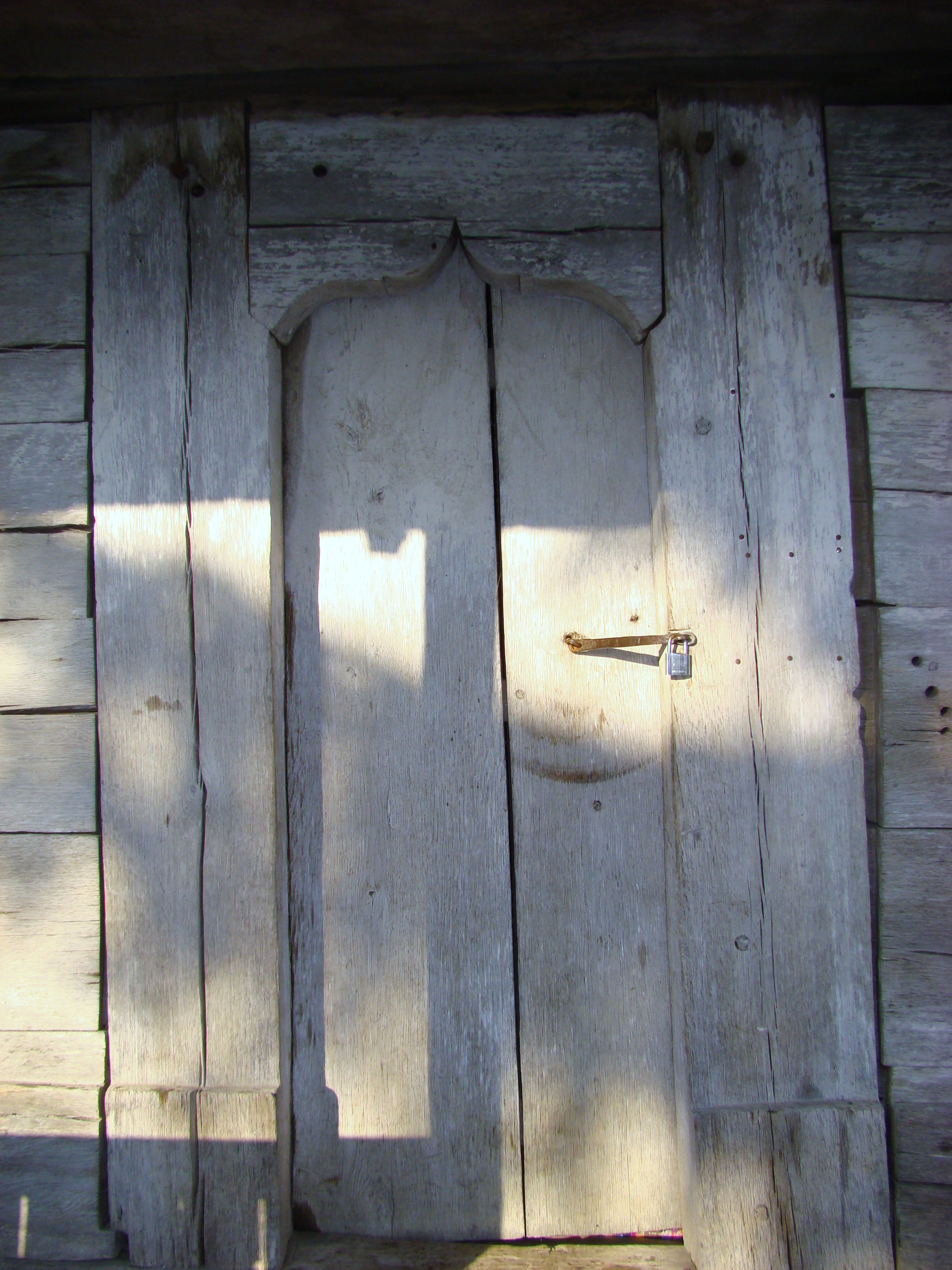
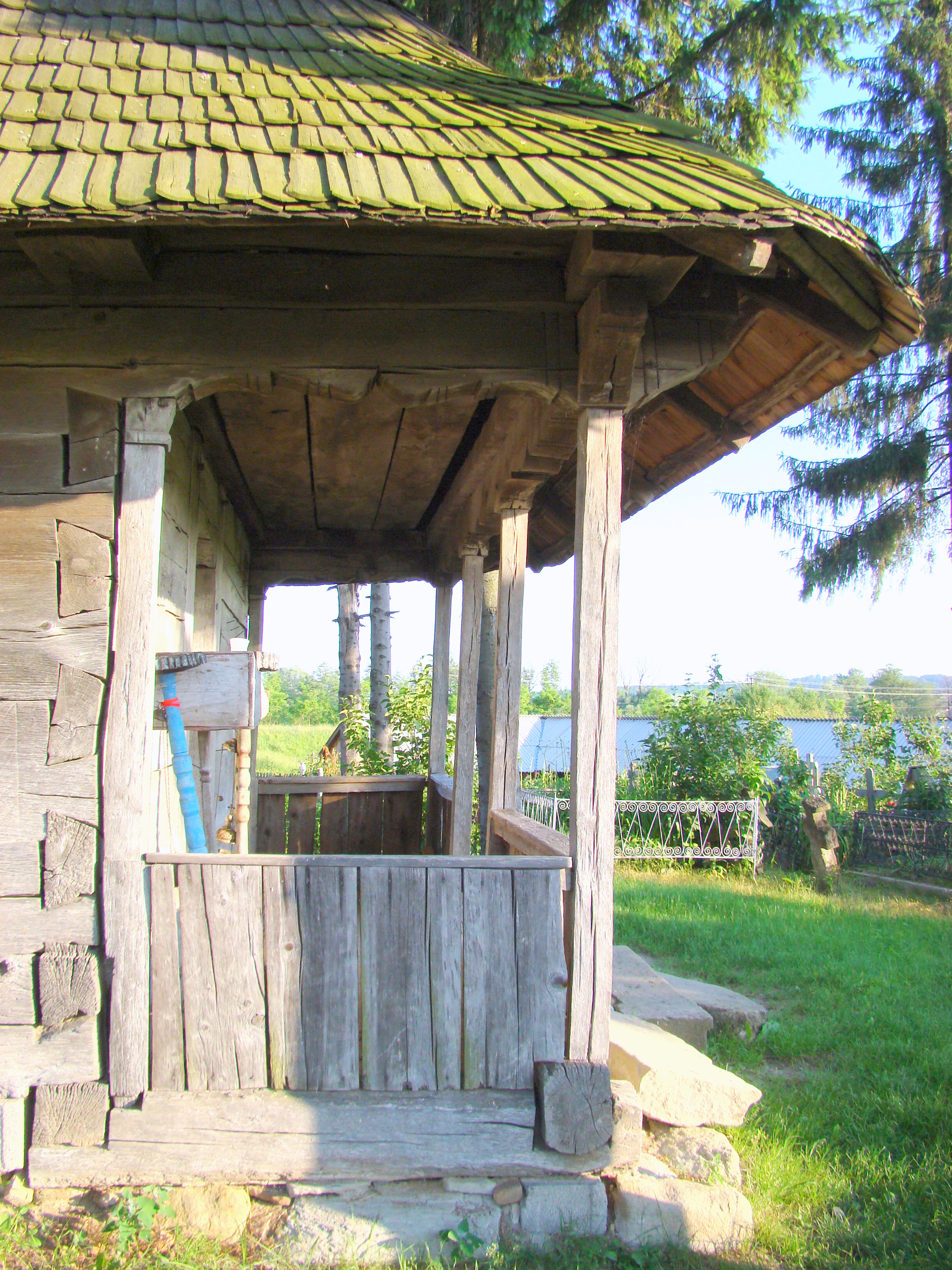
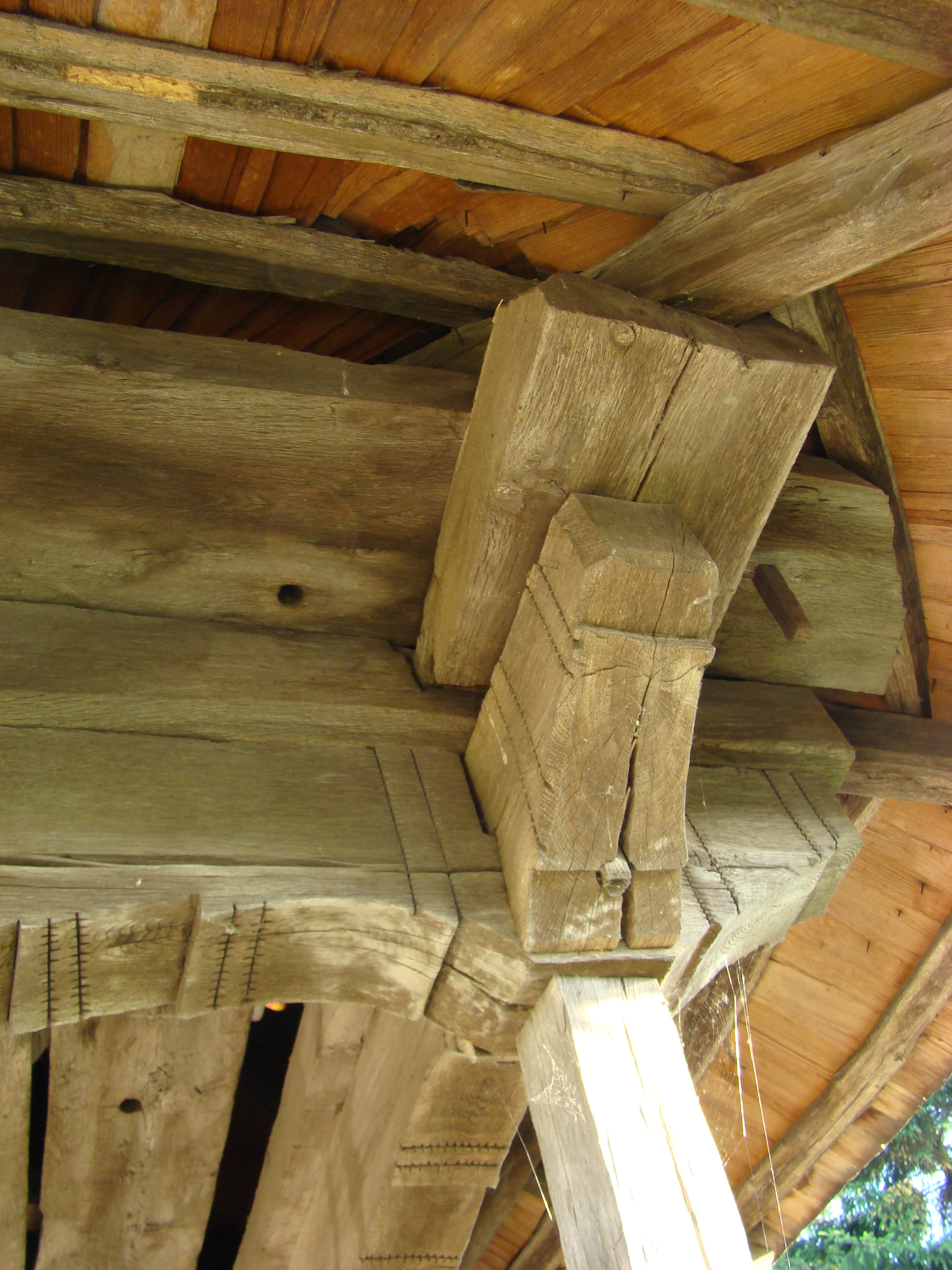
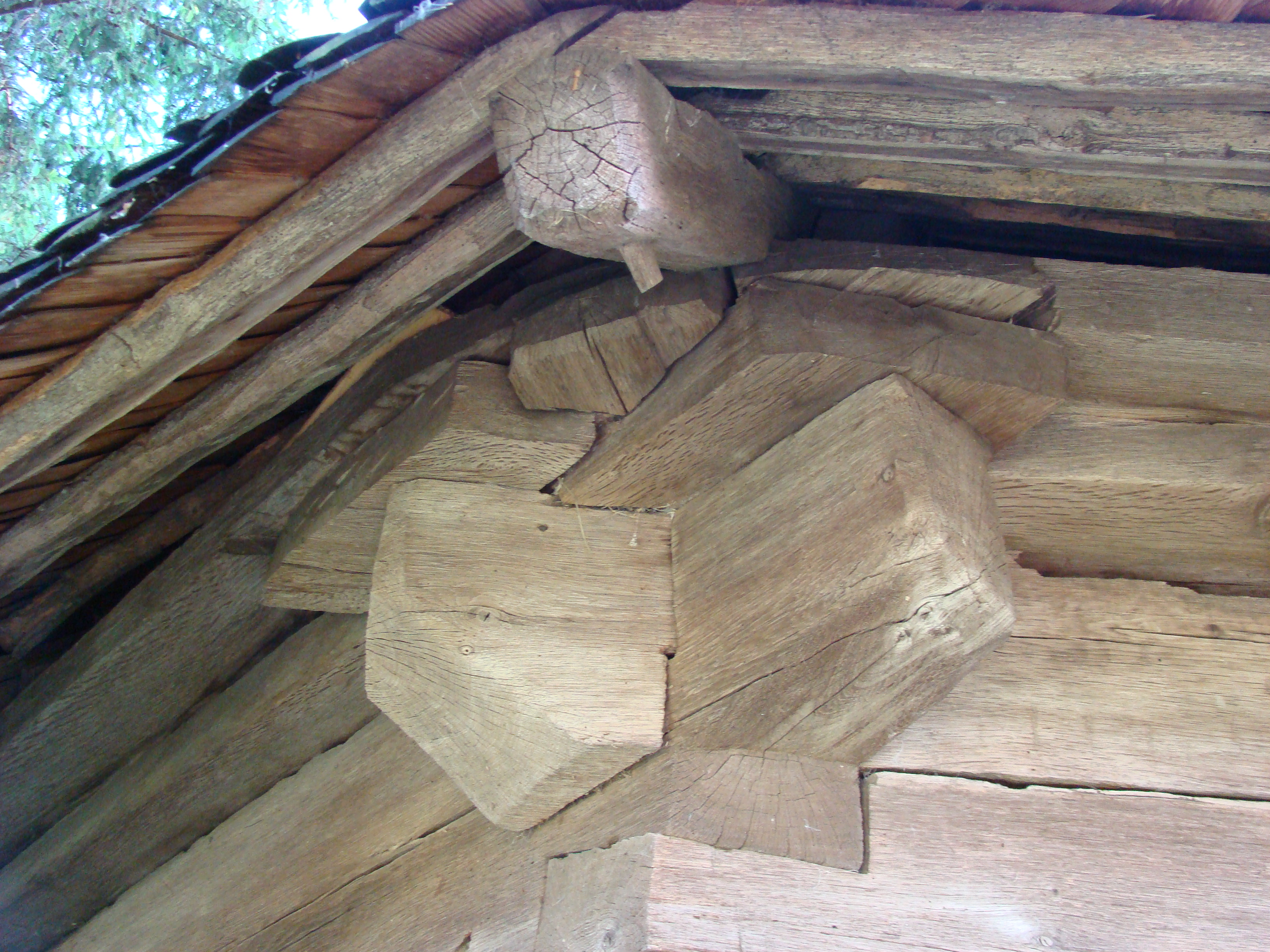
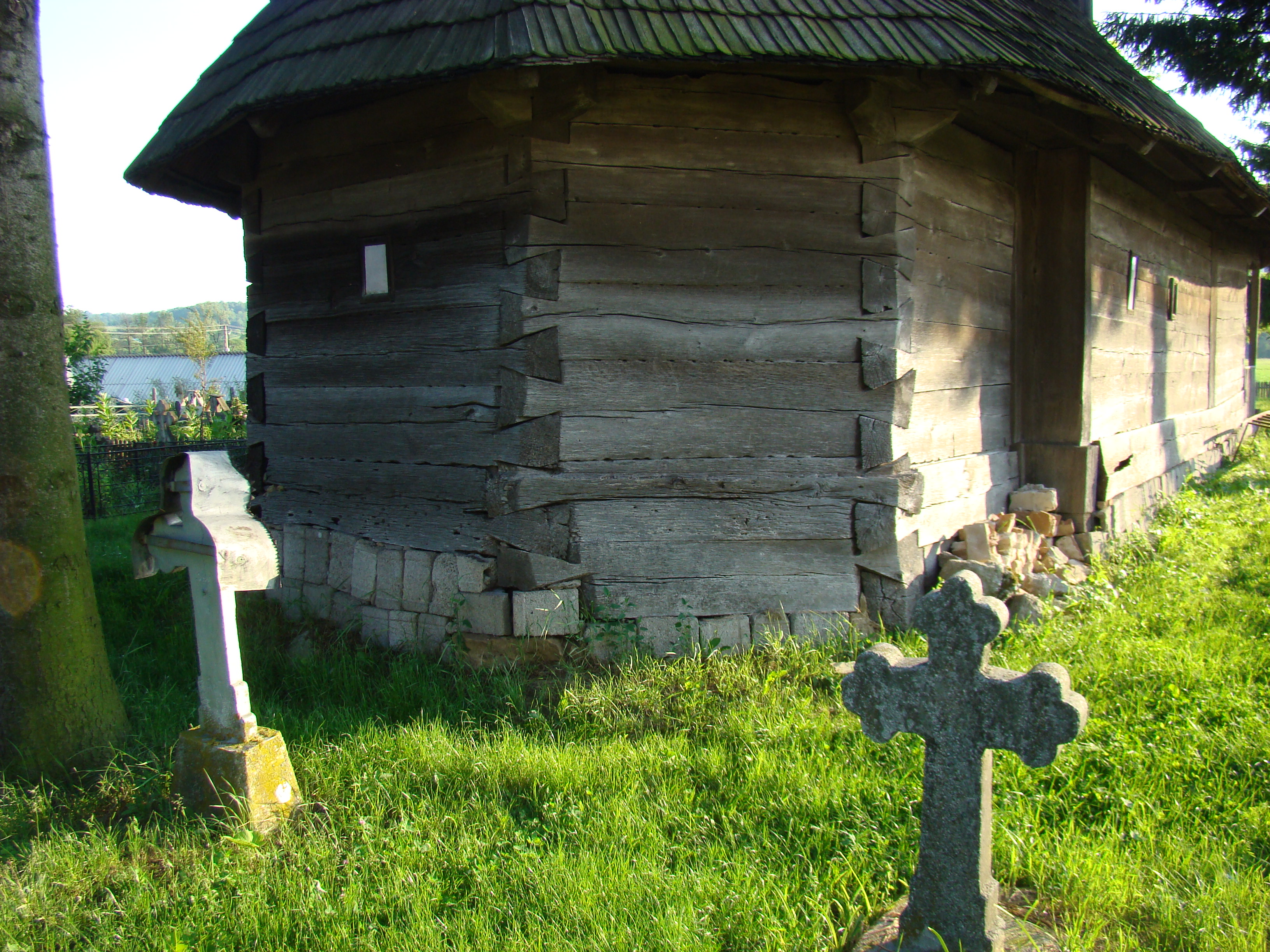
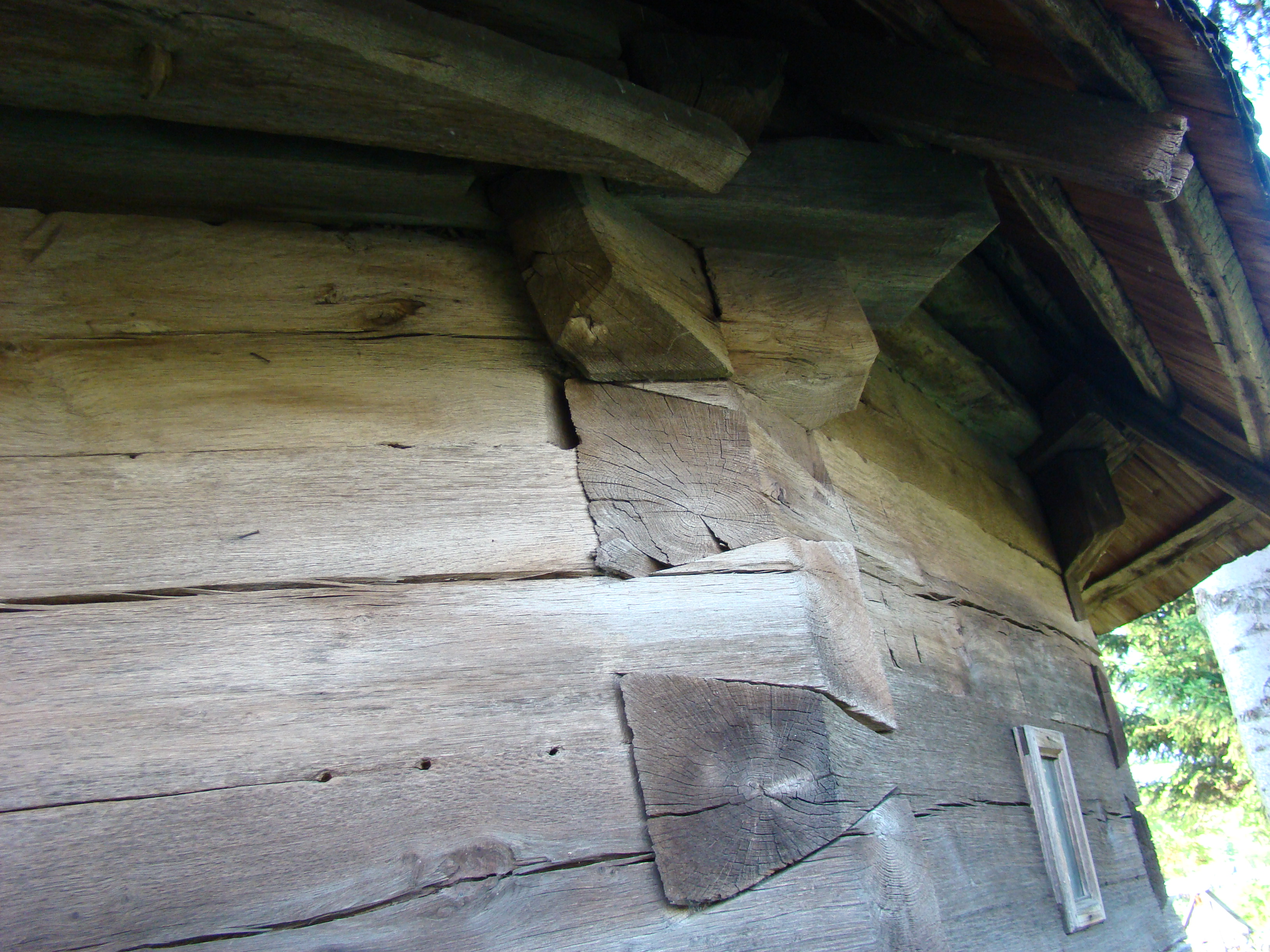
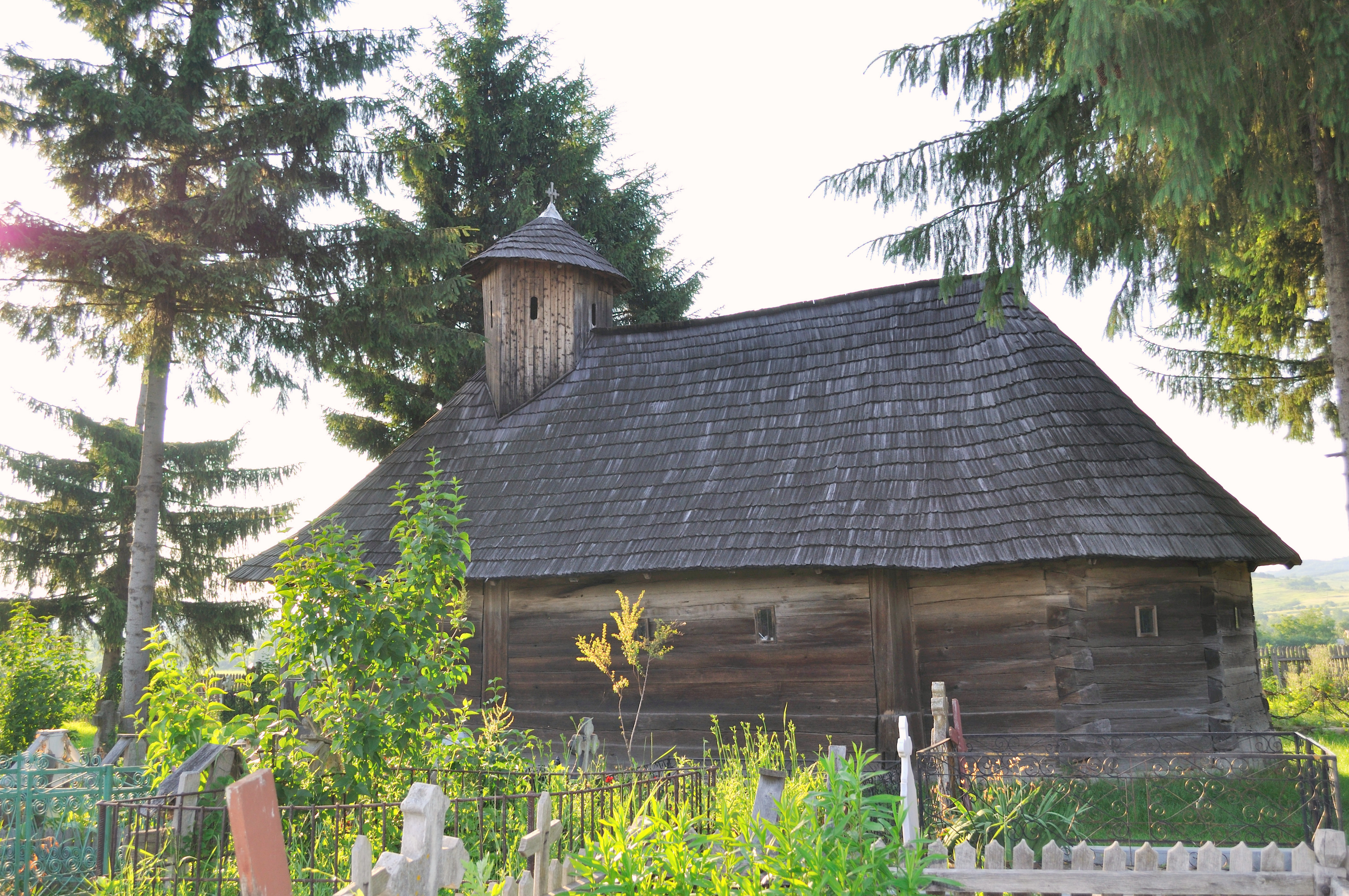